# Zadar
Pour les articles homonymes, voir Zara.
Zadar (Zara en italien, Jadres en ancien français) est une ville et une municipalité de Croatie située au nord de la Dalmatie. Elle est le chef-lieu du comitat de Zadar. Au recensement de 2001, la municipalité comptait 72 718 habitants, dont 92,77 % de Croates, et la ville seule comptait 69 556 habitants. En 2011, la ville comptait environ 75 000  habitants.

## Histoire
Village de pêcheurs liburnes, Iadera (en grec ancien ΄Ιάδαιρα ou ΄Ιάδερα puis τα Διάδωρα, ultérieurement latinisé en Iedera ou Ieader, plus récemment écrit avec un J initial) est érigée en colonie romaine après que les Liburnes aidèrent Auguste lors de la première guerre dalmate (35-33 av. J.-C.). Sous l'Empire, la ville fut prospère, en raison du commerce du vin et de l'huile. La colonie romaine tombe lors de l'invasion des Ostrogoths, puis en 538 revient sous domination romaine d'Orient et devient la capitale du thème de Dalmatie en 614.
Après la prise de Ravenne en 751 par les Lombards, Iadera devient la plus importante base navale de l'Empire byzantin dans l'Adriatique. Les Croates sont alors déjà installés dans l'arrière-pays, tandis que la côte et les îles parlent encore le dalmate, une langue romane aujourd'hui disparue. Zara devient la capitale d'un duché autonome au Xe siècle, qui, lors de la séparation des Églises d'Orient et d'Occident, choisit l'obédience de l'église de Rome, avant d'être disputé entre Venise et la Croatie, unie à la Hongrie en 1102.
Les Vénitiens détournent la quatrième croisade pour en reprendre le contrôle et la piller en 1202 ; les Hongrois la récupèrent au traité de Zara en 1358 avant qu'elle ne repasse en 1409 sous l'administration vénitienne. Celle-ci dure quatre siècles, durant lesquels le vénitien devient la langue la plus utilisée en ville ; le dalmate disparaît, le croate progresse. Des provéditeurs représentent les doges de Venise à Zara. Le peintre Sebastiano Ricci représente, en 1699-1700, le jeune doge Marco Corner (1285-1368) : ce tableau se trouve dans une collection privée. À partir du XVe siècle l'invasion des Balkans par les Turcs ottomans coupe Venise des extrémités occidentales de la route de la soie, mais Zara reste la plus importante escale vénitienne sur la route de ses possessions en Orient : Albanie vénitienne (XVe siècle), Épire vénitienne (du XVe  à la fin du XVIIIe siècle), archipel Ionien (1204-1797), Eubée et Cyclades (1273-1470), Péloponnèse (1688–1715), Crète (1212-1667) et Chypre (1489-1571).
En 1797, au traité de Campo-Formio, les Autrichiens reçoivent Zara, avant qu'elle soit rattachée en 1808 aux Provinces illyriennes par Napoléon Ier — ce jusqu'en 1813, année où l'Autriche reprend la ville jusqu'à la fin de la Première Guerre mondiale. Le traité de Rapallo donne la ville et plusieurs îles alentour au royaume d'Italie. La nouvelle province de Zara constitue alors une exclave italienne en Yougoslavie.
Pendant la Seconde Guerre mondiale Zara, devenue une base de la marine italienne, puis de la Kriegsmarine allemande, est victime de 54 bombardements alliés. La ville perd la plupart de ses magnifiques palazzi vénitiens et des monuments austro-hongrois du XIXe siècle mais une partie des édifices anciens échappe aux bombes. La population de souche italienne (environ 20 000 personnes, soit 83 % des Zarois au début de la guerre entre les royaumes d'Italie et de Yougoslavie le 6 avril 1941) s'enfuit par peur d'être massacrée par les partisans de Tito. 
En 1947, la ville devient officiellement yougoslave, et est incorporée à la république socialiste de Croatie : un projet des communistes prévoyait de faire table rase de toutes les habitations héritées du passé, et de construire une ville moderne aux lignes droites, en ne conservant que quelques églises (affectées à des usages non-religieux) pour faire de Zadar un arsenal de la marine militaire yougoslave et un musée à ciel ouvert. Faute de moyens, ce projet titanesque resta dans les cartons, et même une partie des monuments historiques sera restaurée.
Zadar reste croate après l'indépendance du pays en 1991, mais pendant les guerres de Yougoslavie elle est soumise à un bref blocus maritime et terrestre des forces fédérales yougoslaves (9e régiment de Knin de Ratko Mladić) et de celles de l'éphémère république serbe de Krajina. Zadar est la cinquième ville de Croatie (environ 80 000 habitants) et une cité balnéaire qui, selon l'office du tourisme, accueille près de 150 000 touristes en 2012.

## Climat
| Mois                                             | jan.         | fév.         | mars         | avril        | mai        | juin         | jui.         | août         | sep.         | oct.        | nov.         | déc.         | année          |
| ------------------------------------------------ | ------------ | ------------ | ------------ | ------------ | ---------- | ------------ | ------------ | ------------ | ------------ | ----------- | ------------ | ------------ | -------------- |
| Température minimale moyenne (°C)                | 4,3          | 4,3          | 6,3          | 9,3          | 13,5       | 17           | 19,3         | 19,3         | 16           | 12,5        | 8,3          | 5,5          | 11,3           |
| Température moyenne (°C)                         | 7,3          | 7,5          | 9,7          | 12,9         | 17,5       | 21,3         | 23,9         | 23,7         | 19,9         | 15,9        | 11,4         | 8,5          | 14,9           |
| Température maximale moyenne (°C)                | 10,8         | 11,3         | 13,6         | 16,6         | 21,3       | 25,2         | 28,2         | 28,2         | 24,3         | 20          | 15,1         | 11,9         | 18,9           |
| Record de froid (°C) date du record              | −9,1 23/1963 | −6,4 5/2012  | −6,8 1/1963  | 0,5 7/2003   | 3,4 2/1962 | 8,2 8/1962   | 12,7 13/1993 | 11,5 28/1995 | 8 29/1977    | 2,3 29/1997 | −1,8 21/1993 | −6,5 28/1996 | −9,1 23/1/1963 |
| Record de chaleur (°C) date du record            | 17,4 10/2016 | 21,2 22/1990 | 22,5 26/2012 | 26,5 20/2018 | 32 30/2003 | 35,1 28/2019 | 36,1 22/2015 | 36,3 4/2017  | 34,1 14/2020 | 27,2 2/2011 | 25 4/2004    | 18,7 1/2014  | 36,3 4/8/2017  |
| Nombre de jours avec gel                         | 7,5          | 6,4          | 3,3          | 0,3          | 0          | 0            | 0            | 0            | 0            | 0           | 0,3          | 2,7          | 26,1           |
| Ensoleillement (h)                               | 114,7        | 146,9        | 186          | 207          | 275,9      | 303          | 350,3        | 322,4        | 246          | 182,9       | 123          | 108,5        | 2 566,6        |
| Précipitations (mm)                              | 72,6         | 62,5         | 63,5         | 70           | 64,7       | 54,4         | 30,4         | 49,6         | 104          | 106,7       | 105,6        | 95,2         | 879,2          |
| Nombre de jours avec précipitations              | 10           | 8,5          | 8,9          | 10,4         | 9,5        | 8,2          | 5,3          | 5,9          | 8,7          | 9,8         | 11,2         | 10,4         | 106,8          |
| dont nombre de jours avec précipitations ≥ 10 mm | 2,5          | 2,2          | 2,2          | 2,4          | 2,1        | 1,8          | 0,8          | 1,5          | 2,9          | 3,1         | 4            | 3,4          | 29             |
| Humidité relative (%)                            | 72,4         | 70           | 71,2         | 72,7         | 73,8       | 71,2         | 67,2         | 69,3         | 73,4         | 73,8        | 73,5         | 72,8         | 71,8           |
| Nombre de jours avec neige                       | 0,5          | 0,2          | 0,1          | 0            | 0          | 0            | 0            | 0            | 0            | 0           | 0            | 0,2          | 1,1            |
| Nombre de jours d'orage                          | 1,3          | 1,8          | 1,8          | 3,1          | 3,5        | 5,2          | 3,8          | 5,2          | 4,7          | 4,3         | 3,9          | 2,5          | 41,1           |
| Nombre de jours avec brouillard                  | 0,5          | 0,9          | 1,2          | 0,2          | 0,4        | 0,1          | 0,2          | 0,2          | 0,7          | 1           | 0,3          | 0,5          | 6,3            |

| Diagramme climatique                                  |             |             |           |              |            |              |              |           |             |              |             |
| J                                                     | F           | M           | A         | M            | J          | J            | A            | S         | O           | N            | D           |
| 10,84,372,6                                           | 11,34,362,5 | 13,66,363,5 | 16,69,370 | 21,313,564,7 | 25,21754,4 | 28,219,330,4 | 28,219,349,6 | 24,316104 | 2012,5106,7 | 15,18,3105,6 | 11,95,595,2 |
| Moyennes : • Temp. maxi et mini °C • Précipitation mm |             |             |           |              |            |              |              |           |             |              |             |

## Monuments
Malgré les importantes destructions subies en 1944, la ville garde des traces importantes de son passé historique mouvementé.

### Bâtiments religieux

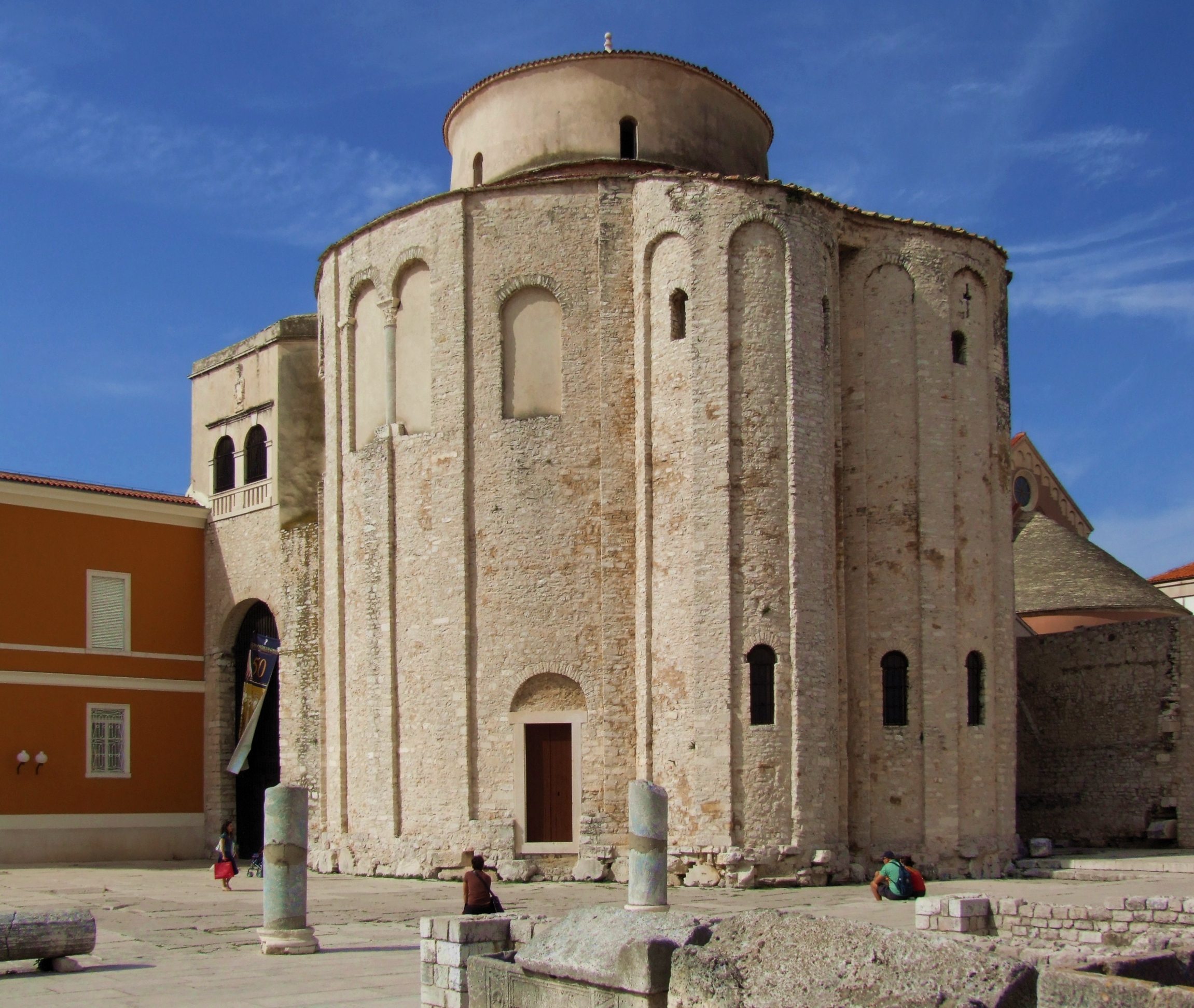
Église Saint-Donat (IXe siècle)

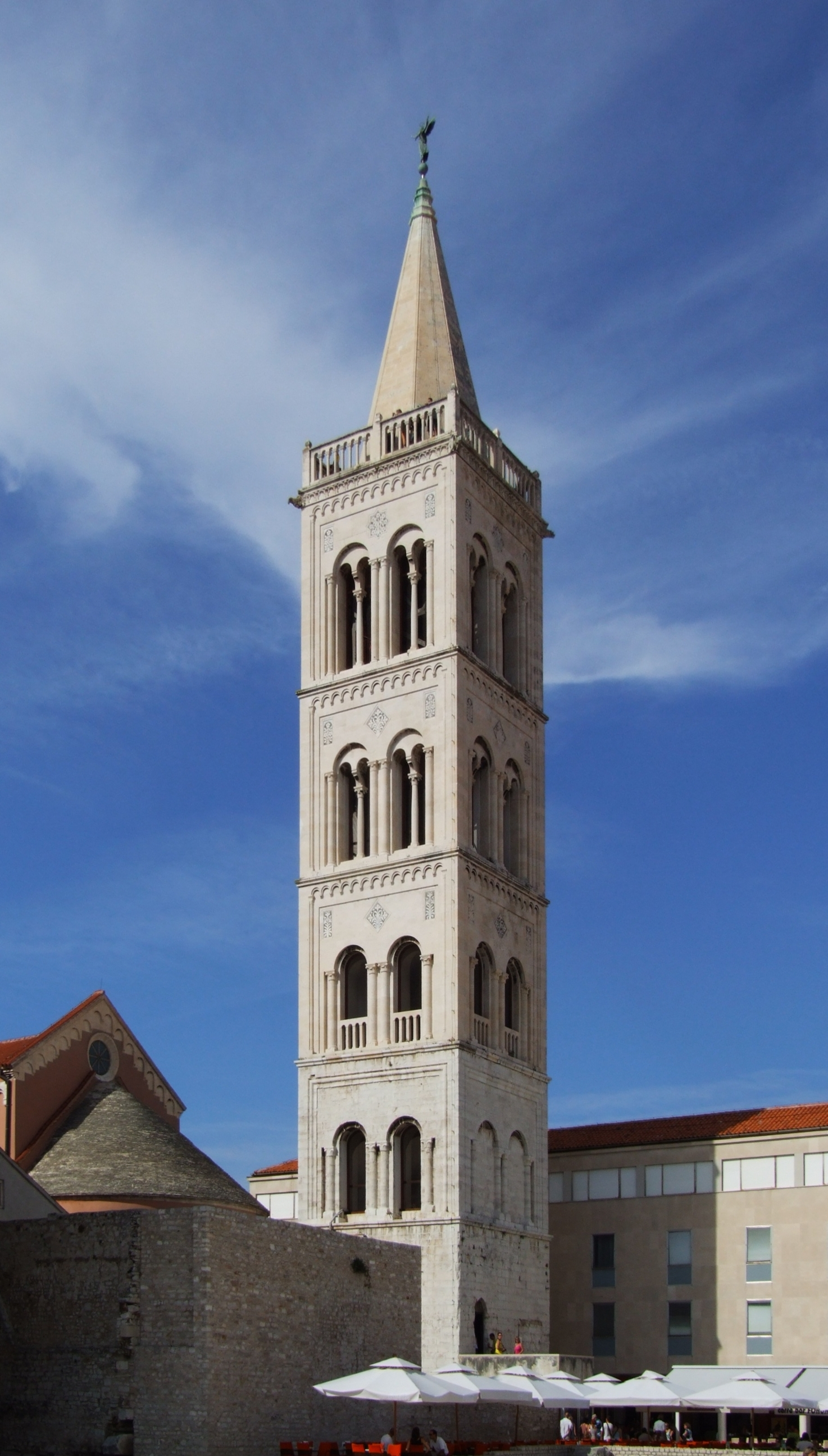
Cathédrale Sainte-Anastasie

- Église Saint-Siméon (basilique paléochrétienne du Ve siècle ayant ensuite connu de nombreux remaniements de style gothique puis baroque. Elle renferme la châsse de Saint Siméon datant de 1377) et le Triptyque de la Vierge du Faubourg datant lui aussi du dernier quart du XIVe siècle, peint par le vénitien Meneghelo Ivanov de Canalis qui se raccroche aux évolutions stylistiques d'Europe centrale[10].
- Église Saint-Michel
- Église Saint-Chrysogone
- Église Sainte-Marie
- Église Saint-Donat (complexe religieux de style roman et byzantin remontant au IXe siècle)
- Cathédrale Sainte-Anastasie (église romane du XIIe siècle comportant une imposante façade à trois portails et renfermant le sarcophage de Sainte Anastasie dans la crypte)
- Église Saint-Élie
- Église Notre-Dame (église abbatiale bénédictine remontant à 1066) et couvent de religieuses bénédictines (renfermant une importante collection d'art sacré, notamment des reliquaires)
- Monastère et église de Saint-François

### Autres

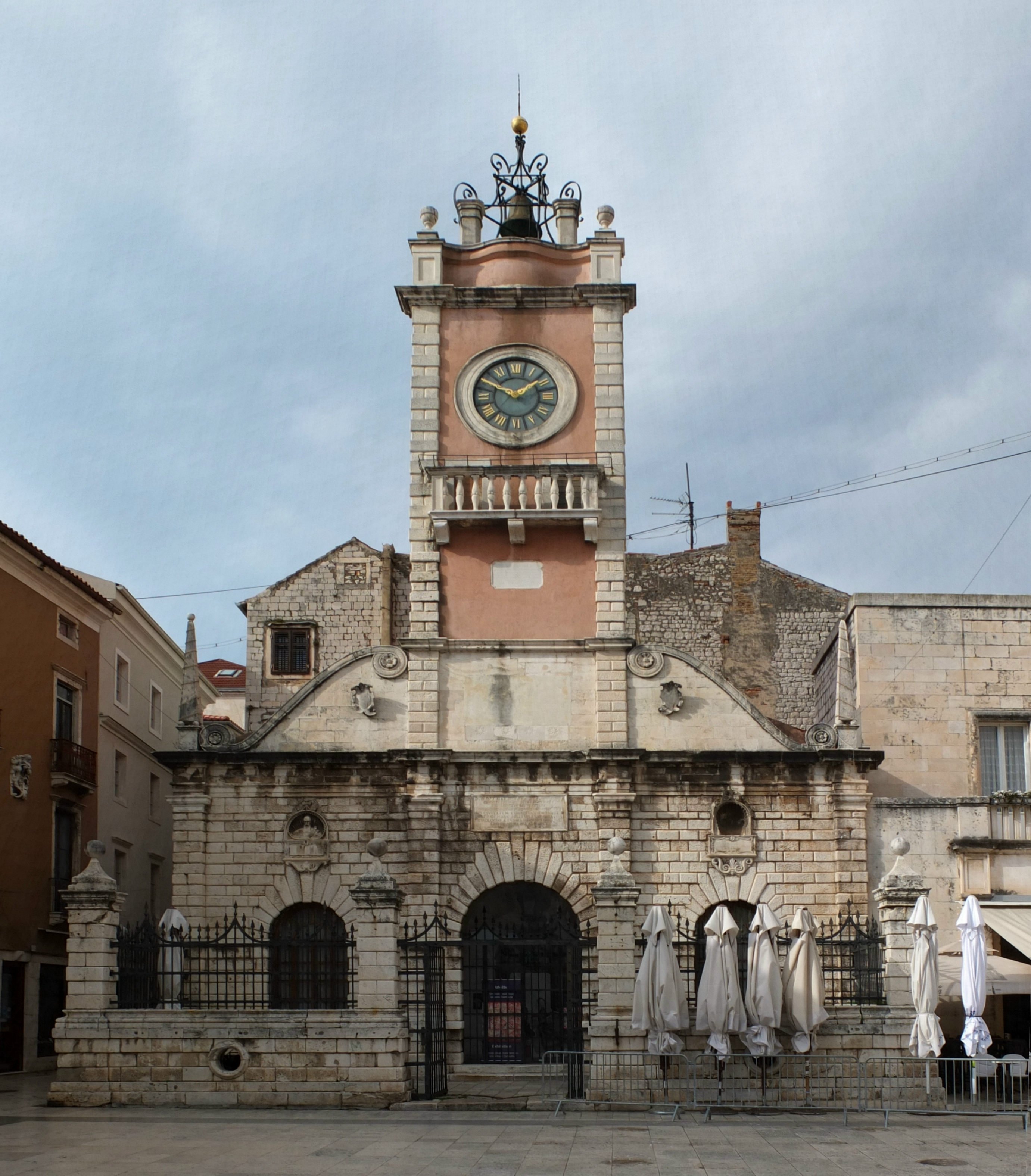
Gradska straza sur la Place du Peuple.

- Fortifications vénitiennes, édifiées au XVIe siècle pour contrer la menace turque ottomane.
- Porte de Terraferma (Kopnena vrata, ou Porta terraferma) de 1543.
- Place du peuple (Narodni trg en croate), de style renaissance.
- Vestiges de l'ancien forum romain.
- Place Petar Zoranić.
- Musée Archéologique.

## Attractions contemporaines
- La Salutation au soleil (en croate : Pozdrav suncu[11]) est dédiée au soleil. Il est composé de 300 plaques de verre multicouches placées sur le parvis du front de mer, formant un cercle de 22 mètres de diamètre, sous lequel se trouvent des panneaux solaires photovoltaïques. Ces éléments restituent la lumière une fois la nuit tombée et produisent un spectacle de lumière changeante infinie. Le monument, conçu par l'architecte croate Nikola Bašić, symbolise la communication avec la nature, en harmonie avec la lumière.
- L’orgue des mers[12] - architecte Nikola Bašić   - installé sous une volée de marches d’un parvis descendant vers la mer et réalisé en 2005 est constitué d’une série de tubes en polyéthylène de différents diamètres qui courent le long de la surface intérieure de chaque volée de marches, reliant la partie immergée à une galerie qui court sous le parvis. Avec la variabilité de la force des vagues, l'eau pénètre par l'extrémité inférieure des tubes et est entraînée dans un mouvement de va-et-vient dans la galerie souterraine, de et vers la mer. Dans ce processus, l'air de l'intérieur des conduits est poussé vers des orifices qui relient la galerie à la surface du parvis, générant des vibrations sonores qui, étant donné les variations de diamètre et de longueur des tubes, couvrent une large gamme de notes de musique.

## Personnages célèbres
- Meneghello Ivanov de Canalis, peintre vénitien installé à Zadar jusqu'en 1341[10]
- Jeanne II (1373 - 1435), reine de Naples
- Georges le Dalmate (Juraj Dalmatinac) (1410 – 1475), sculpteur et architecte
- Luciano Laurana (Lucijan Vranjanin)  (1420 - 1479), architecte italien du palais ducal d'Urbino
- Francesco Laurana (1430 – 1502), sculpteur et médailliste italien né à Zadar
- Andrea Schiavone (vers 1510/1515 et mort en 1563), peintre et graveur italien né à Zadar
- Simone Stratico (1733-1824), mathématicien et physicien italien, né à Zadar
- Pier Alessandro Paravia (1797-1857), homme de lettres italien, né à Zadar
- Spiridon Brusina (1845 - 1908), zoologiste né à Zadar
- Carlo de Nembrini-Gonzaga (1850 - 1903), diplomate italien au Japon
- Carlo Viola (1855 - 1925), géologue italien
- Giuseppe Sabalich (1856-1928), écrivain et historien italien, né à Zadar
- Felix Weingartner (1863 - 1942), compositeur, pianiste et chef d'orchestre autrichien né à Zadar
- Gaetano Pini-Corsi (1865 - 1935), ténor italien
- Niccolò Segota (1919-1984), peintre italien, né à Zadar
- Antonio Varisco (1927 - 1979), carabinier italien assassiné par les brigades rouges
- Vittorio Fiorucci (1932 - 2008), affichiste québécois
- Francesco Millich (1939 -), écrivain, né italien à Zadar
- Krešimir Ćosić (1948 - 1995), joueur et entraineur de basket-ball yougoslave, né et élevé à Zadar et y ayant commencé sa carrière sportive
- Edo Zanki (1952 - 2019), chanteur et musicien allemand
- Ana Lovrin (1953 -), femme politique croate et ancien maire de Zadar
- Darko Anic (1957-), joueur d'échecs franco-croate
- Damir Levacic (1959 -), joueur d'échecs français né à Zadar
- Krist Novoselic (1965 -), ancien bassiste américain du groupe Nirvana ayant vécu à Zadar
- Vladan Alanović (1967-), joueur croate de basket-ball
- Zoran Primorac (1969 -), joueur de tennis de table croate né à Zadar
- Arijan Komazec (1970 -), joueur de basket-ball croate né à Zadar
- Roman Simić (1972-), écrivain croate, né à Zadar
- Dado Pršo (1974 -), footballeur croate né à Zadar
- Saša Bjelanović (1979 -), footballeur croate né à Zadar
- Jurica Ružić (1977 -), basketteur né à Zadar
- Hrvoje Perincic (1978 -), basketteur croate né à Zadar
- Marko Popović (1982 -), basketteur croate né à Zadar
- Marko Banić (1984 -), basketteur croate né à Zadar
- Luka Modrić (1985 -), footballeur croate né à Zadar
- Marija Vrsaljko (1989 -), basketteuse croate née à Zadar
- Ivan Santini (1989-), joueur de football, né à Zadar
- Saša Bjelanović
- Marko Bulić
- Jurica Buljat

- Arturo Colautti
- Hrvoje Ćustić

- Valter Dešpalj

- Šime Fantela
- Toni Filipi

- Gianni Garko
- Dario Gjergja
- Jakov Gurlica

- Ingrid Antičević-Marinović

- Ratko Kacian
- Damir Kalapač
- Sretko Kalinić
- Tomislav Karamarko
- Arijan Komazec
- Emilijo Kovačić
- Marie Kraja
- Tihana Lazović
- Damir Levacic
- Dominik Livaković

- Oliver Marić
- Luka Modrić
- Raffaele Molin
- Ivan Ninčević

- Bernarda Pera
- Stipe Perica
- Hrvoje Perinčić
- Zoran Primorac
- Dado Pršo

- Tullio Rokličer
- Jurica Ružić
- Tomislav Ružić

- Ivan Santini
- Roko Sikirič
- Roman Simić
- Danijel Subašić

- Tonči Valčić
- Jakov-Anton Vasilj
- Dušan Vemić
- Jakov Vladović
- Marija Vrsaljko
- Branimir Vujević
- Tomislav Zubčić

## Jumelages
La ville de Zadar est jumelée avec :
- Reggio d'Émilie (Italie) depuis 1972
- Romans-sur-Isère (France) depuis 1985
- Fürstenfeldbruck (Allemagne) depuis 1989
- Székesfehérvár (Hongrie) depuis 1997
- Padoue (Italie) depuis 2003
- Iquique (Chili) depuis 2003
- Dundee (Écosse) depuis 2014
- Milwaukee (États-Unis) depuis 2015
- Terézváros (Hongrie) depuis 2015

## Localités
La municipalité de Zadar compte 15 localités : 
| - Babindub - Brgulje - Crno - Ist - Kožino - Mali Iž - Molat - Olib | - Petrčane - Premuda - Rava - Silba - Veli Iž - Zadar - Zapuntel |

## Galerie de photos

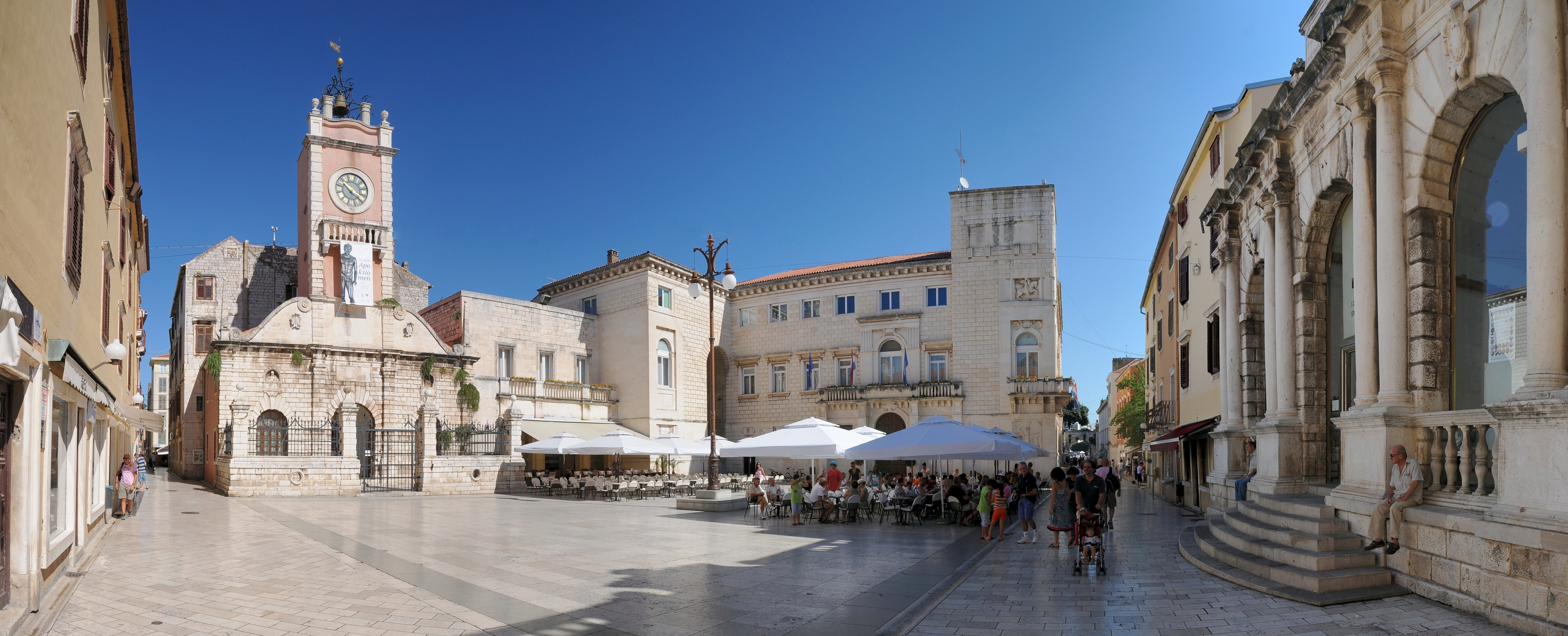
Vue panoramique partielle de la Place de la Nation (Narodni trg)
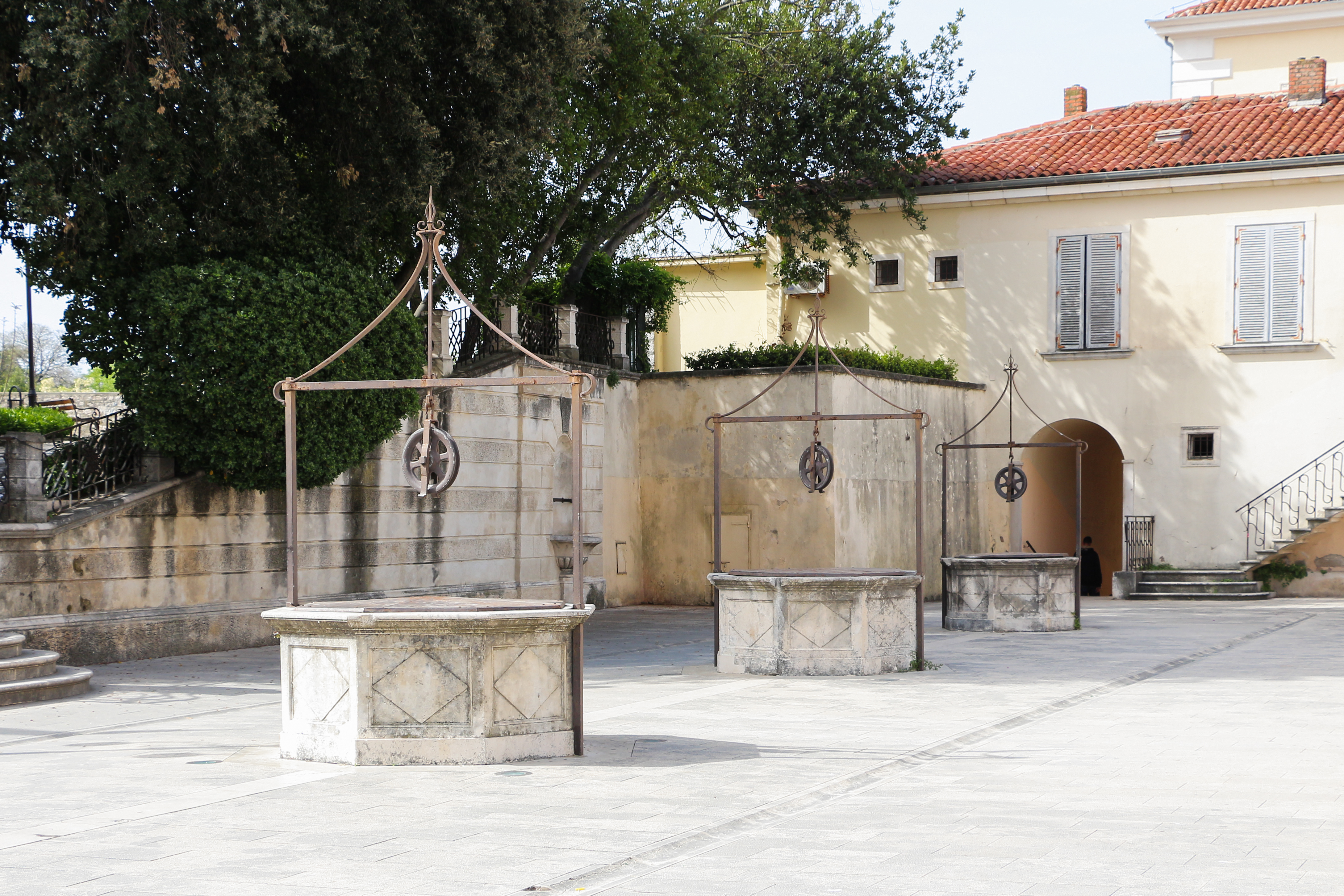
Place des Cinq-Puits
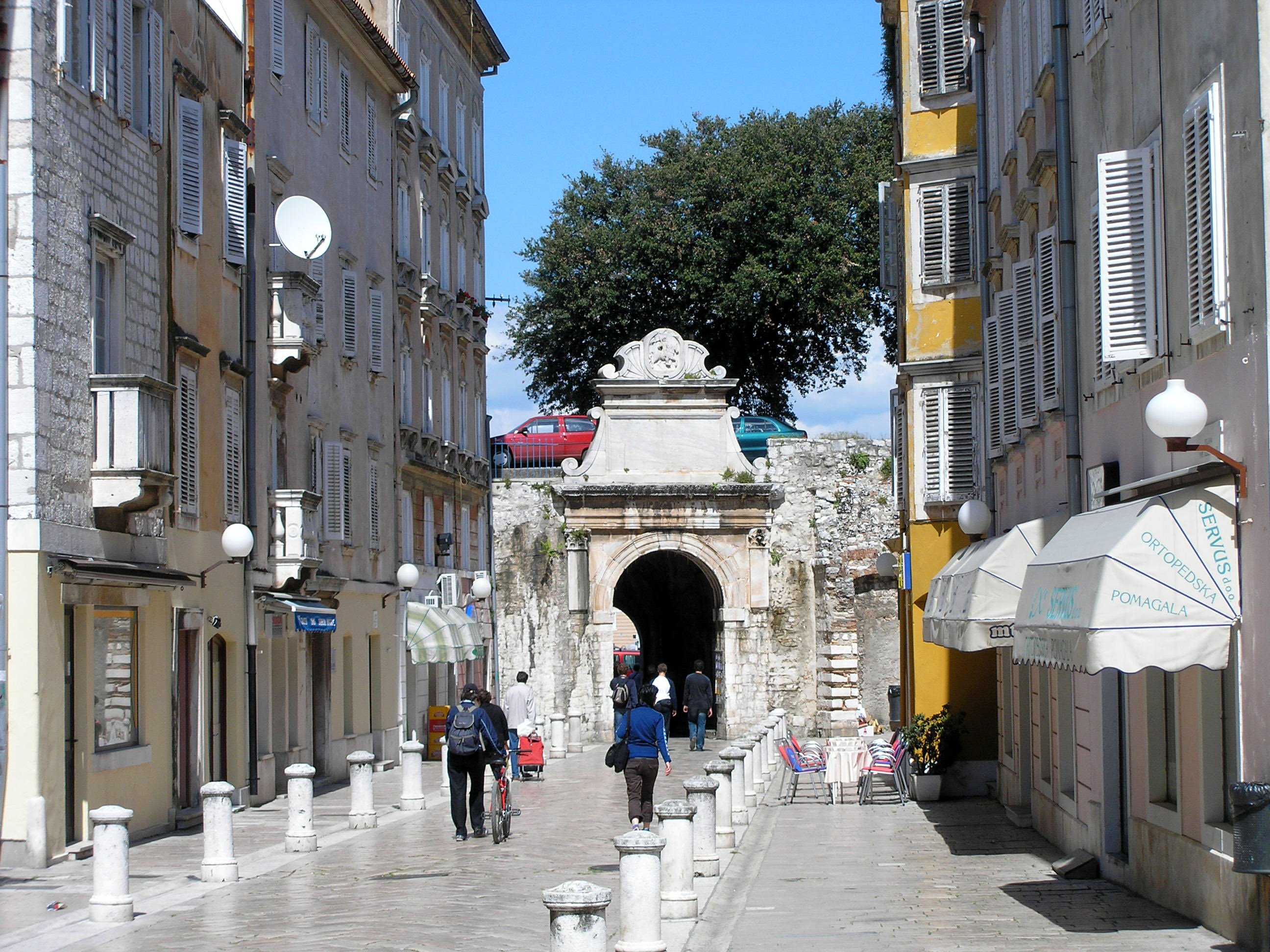
Morska vrata (porte martitime)
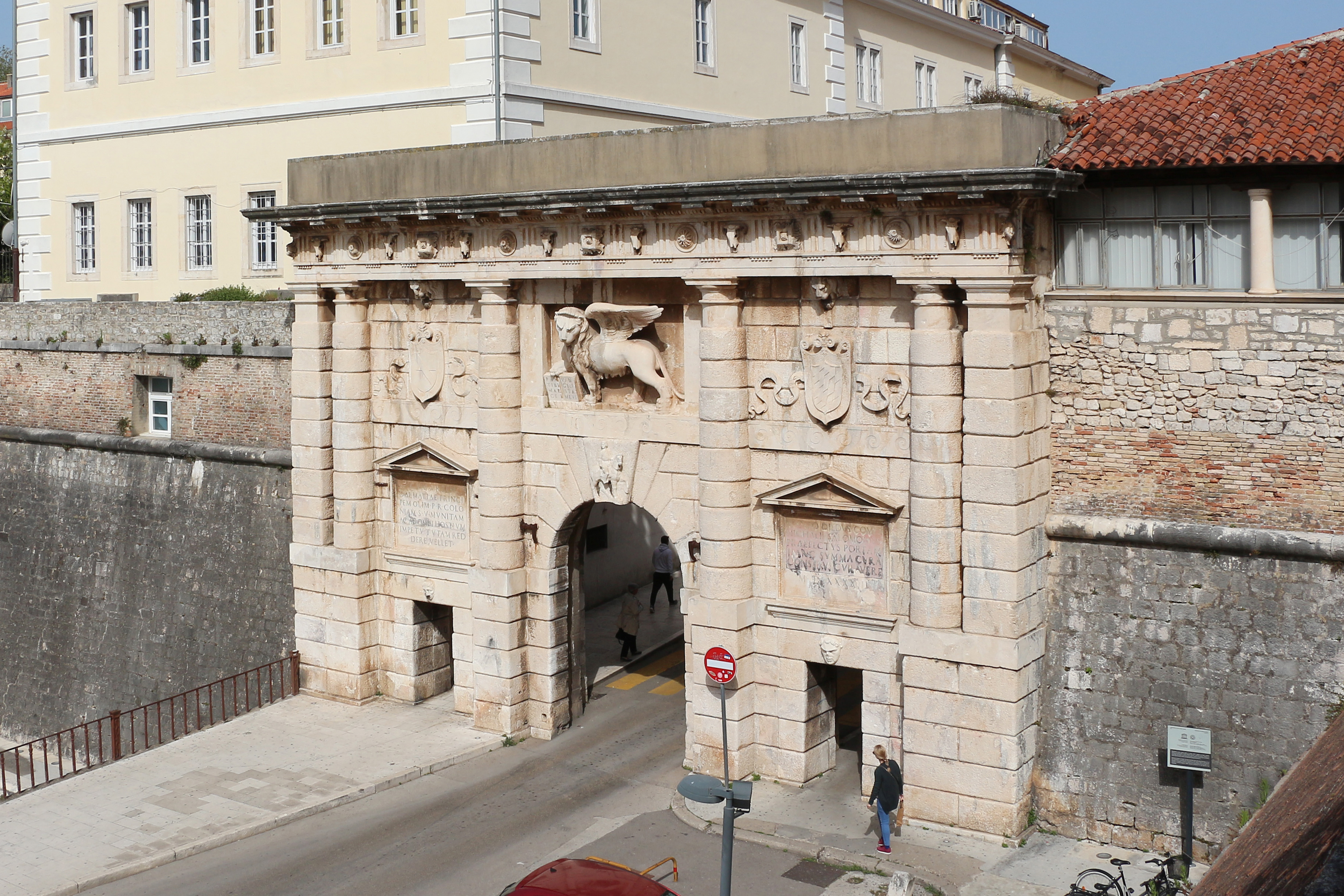
Porte de Terre-Ferme
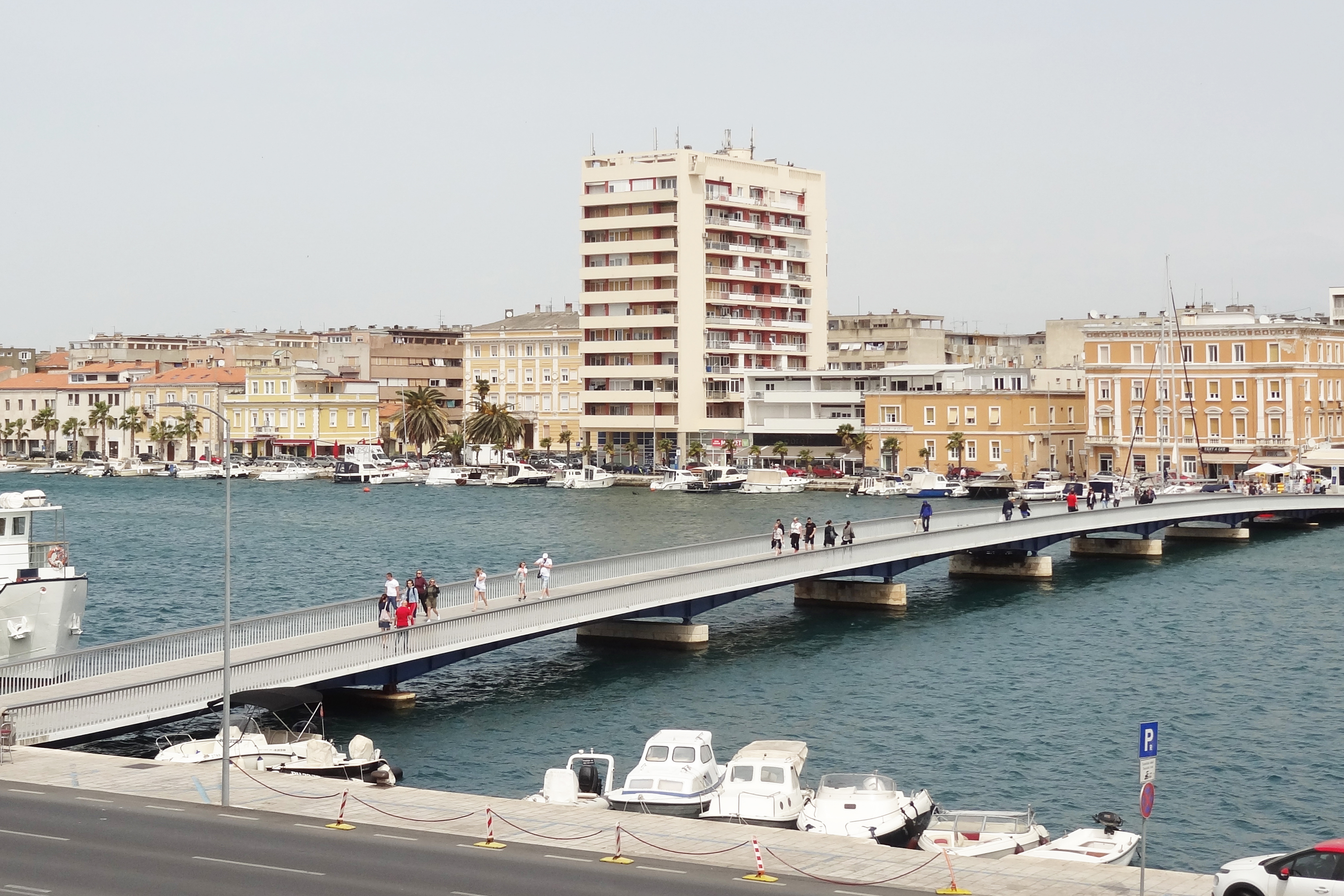
Pont de Zadar
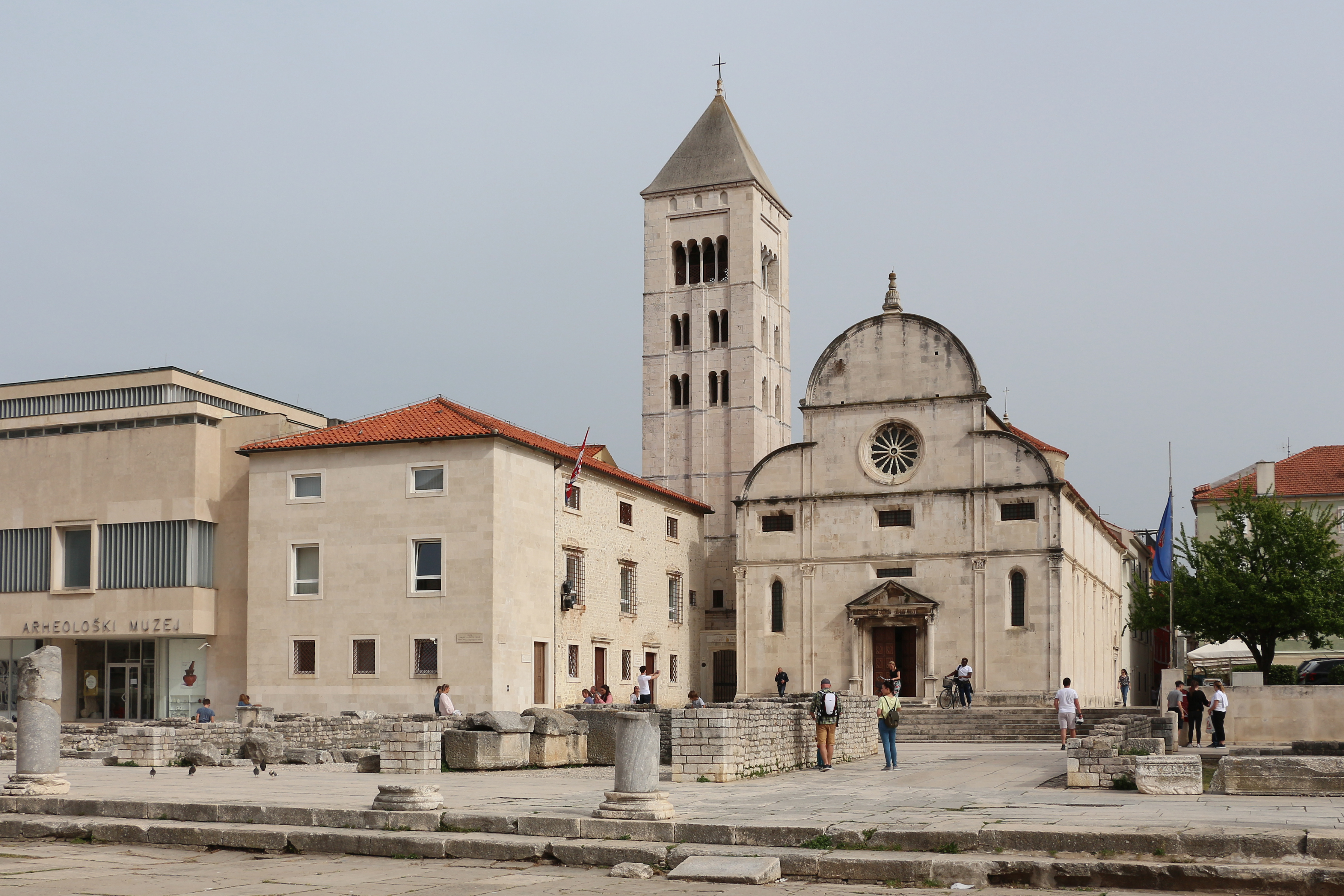
Église Sainte-Marie
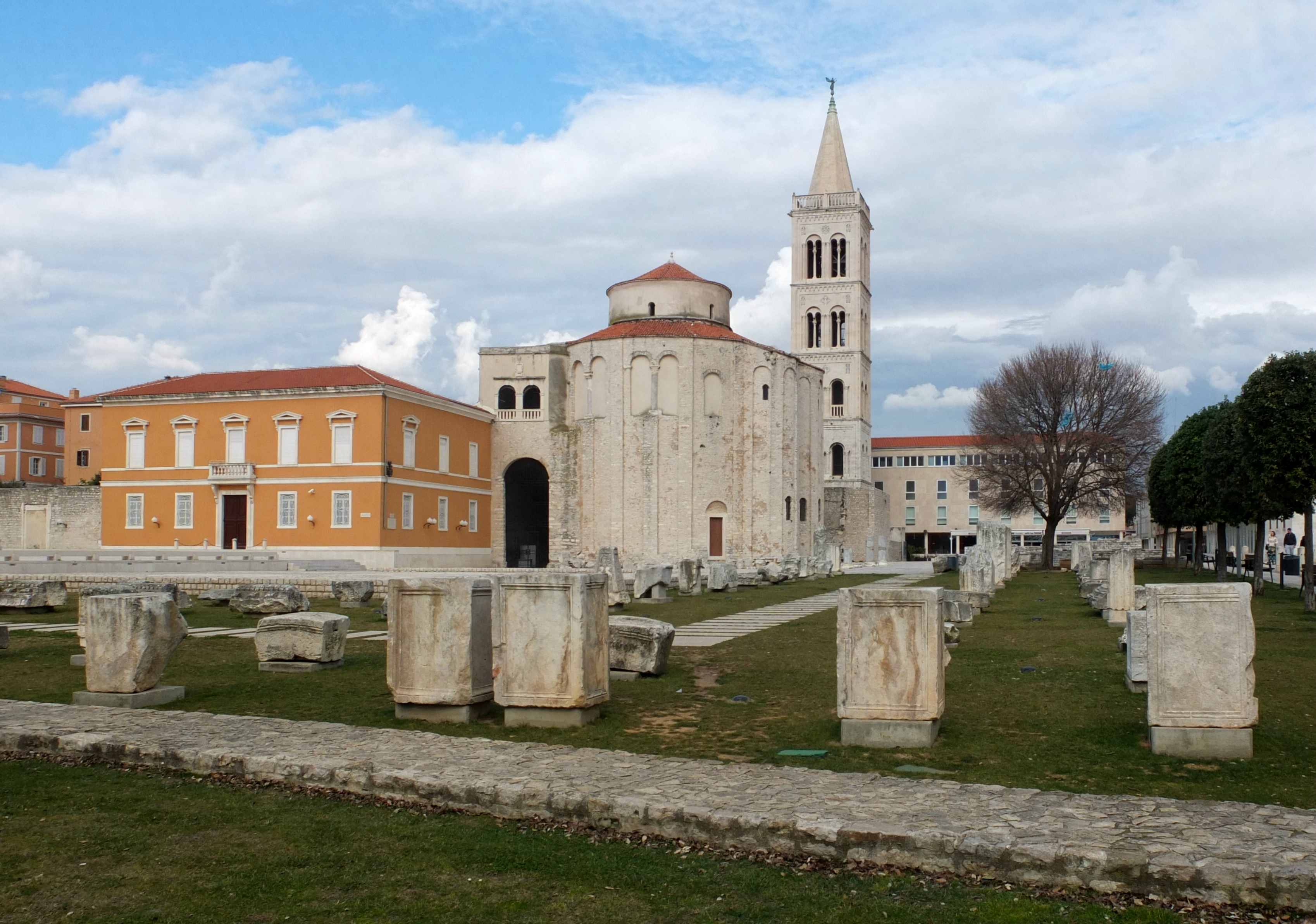
Forum romain
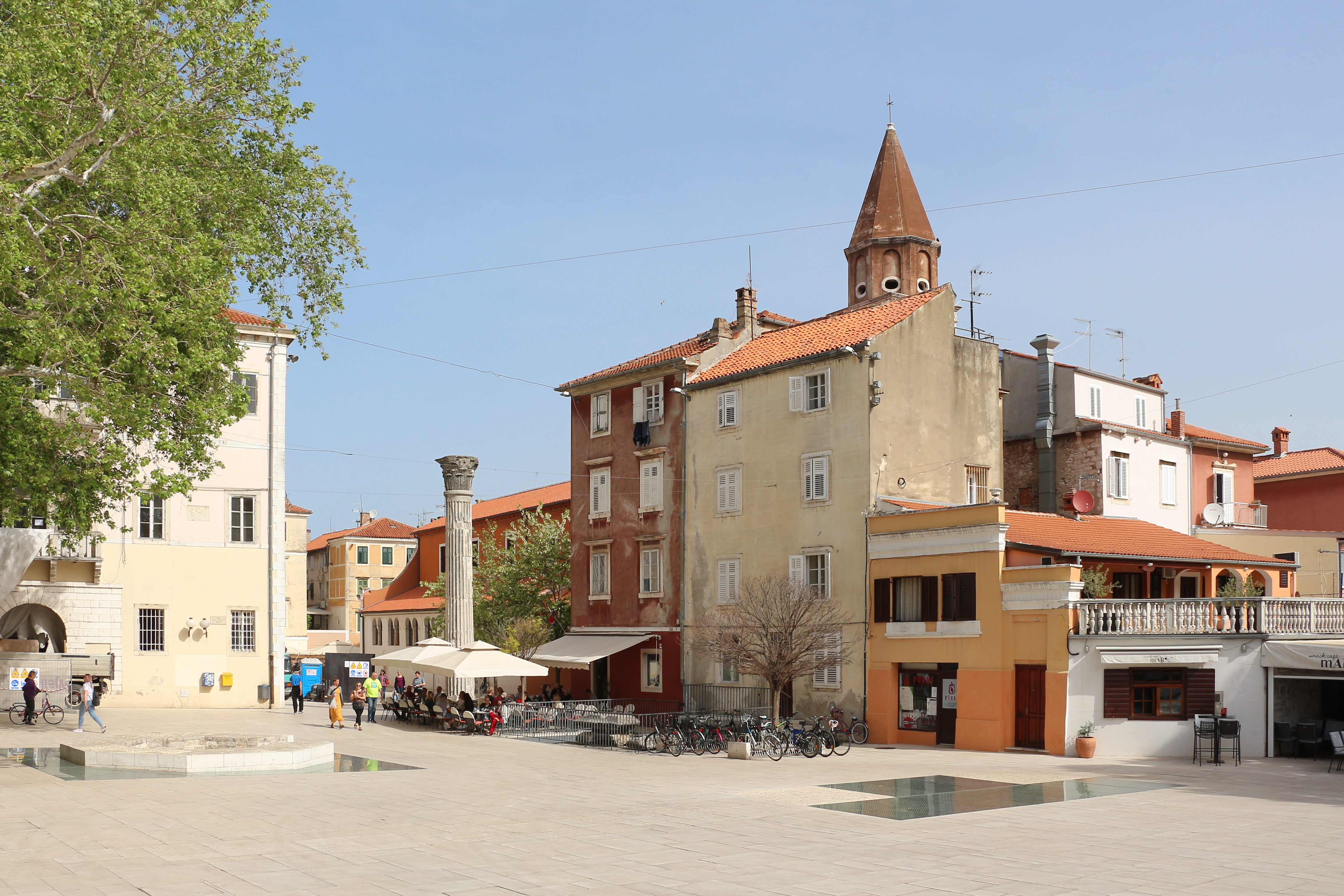
Place Petar Zoranić
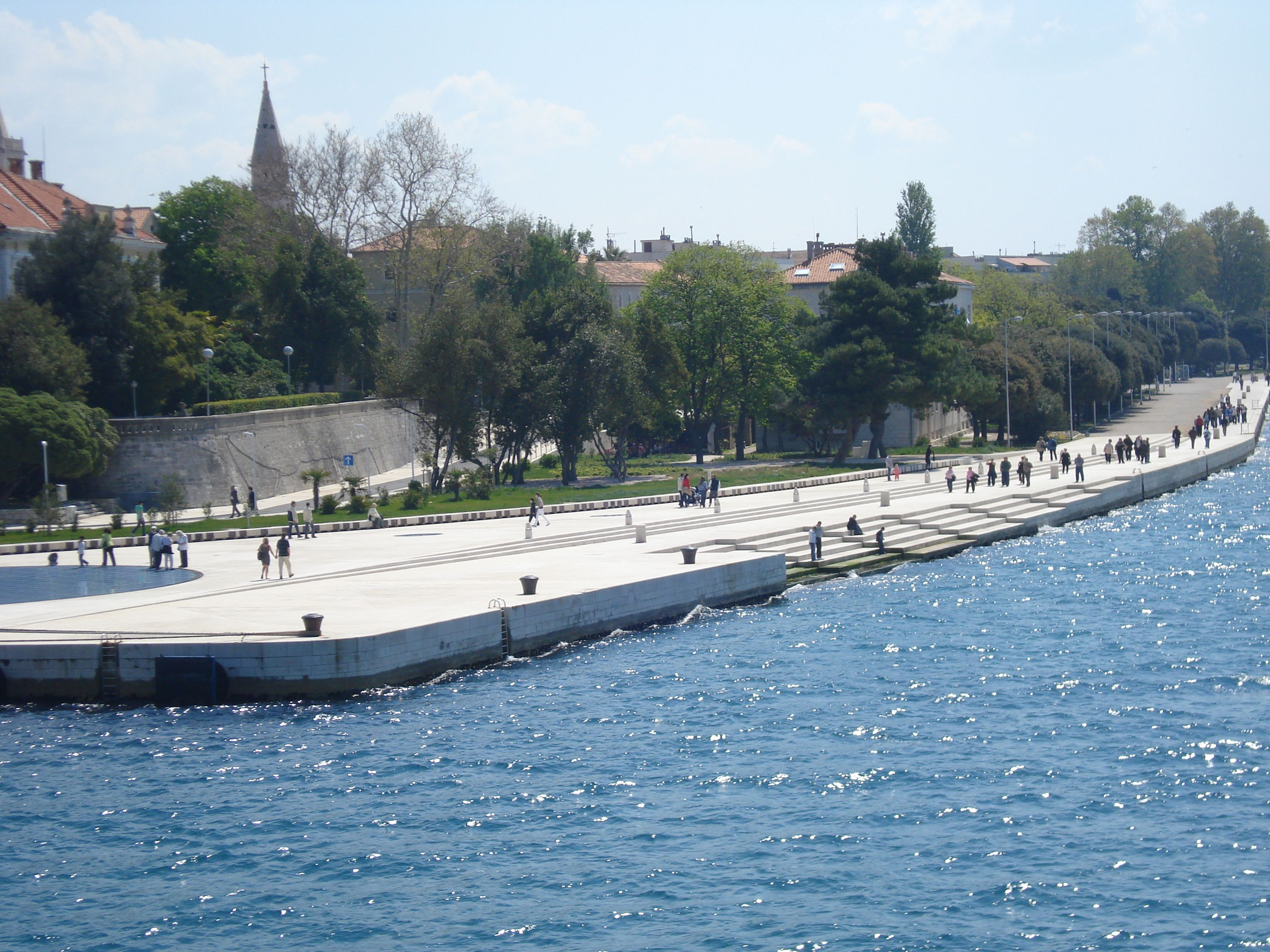
Orgue hydraulique en bord de mer ; à gauche le parterre Salutation au soleil
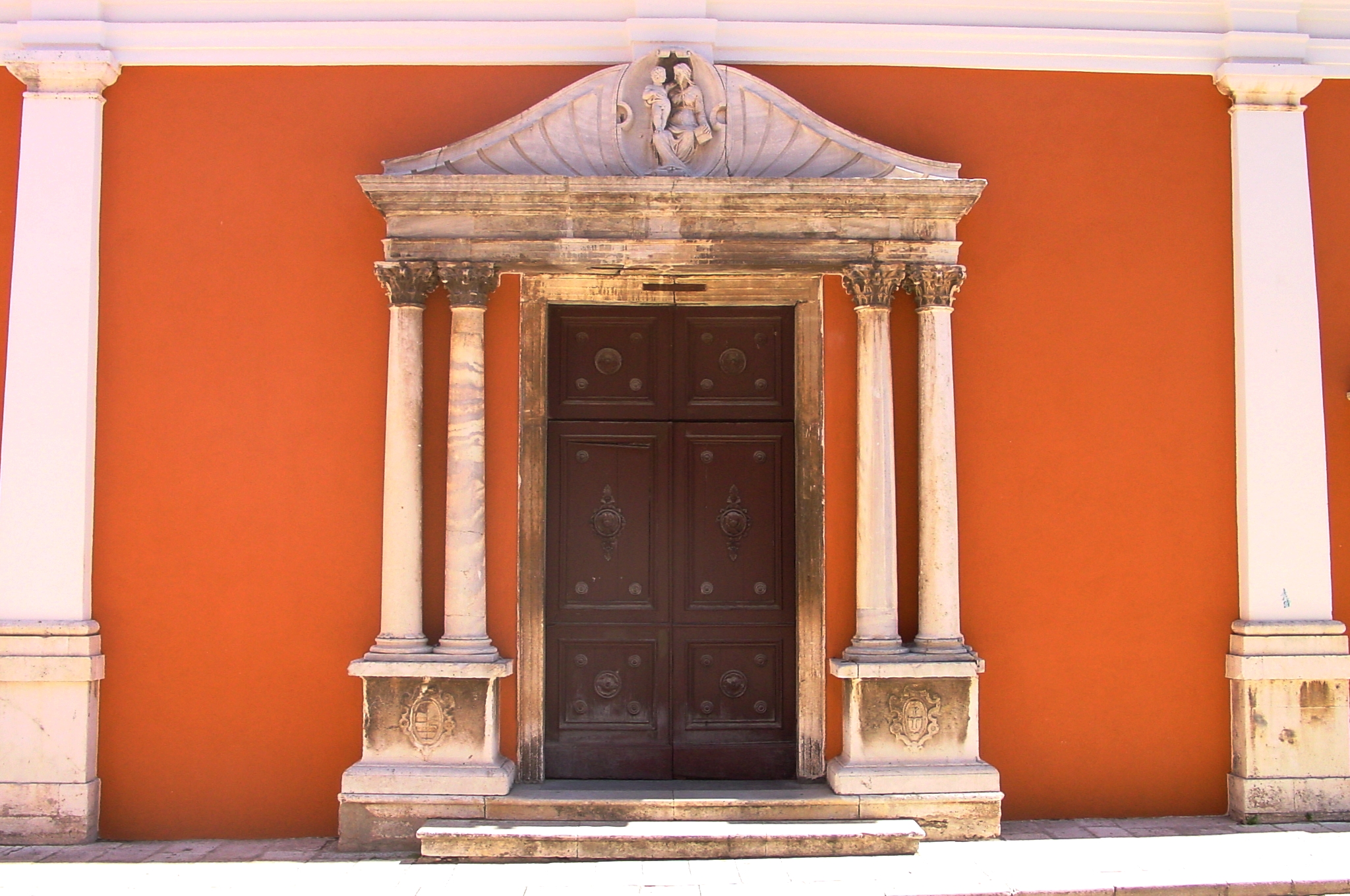
Église Saint-Siméon